# Mitthyridium iwatsukianum
Mitthyridium iwatsukianum är en bladmossart som beskrevs av Benito C. Tan 1987. Mitthyridium iwatsukianum ingår i släktet Mitthyridium och familjen Calymperaceae. Inga underarter finns listade i Catalogue of Life.